# Callipodella fasciata
Callipodella fasciata är en mångfotingart som först beskrevs av Robert Latzel 1882.  Callipodella fasciata ingår i släktet Callipodella och familjen Schizopetalidae. Inga underarter finns listade i Catalogue of Life.